# Mahmudia
Mahmudia là một xã thuộc hạt Tulcea, România. Dân số thời điểm năm 2002 là 4948 người.